# NGC 4756
NGC 4756 ist eine elliptische cD-Galaxie vom Hubble-Typ E/S0 im Sternbild Rabe südlich der Ekliptik. Sie ist schätzungsweise 177 Millionen Lichtjahre von der Milchstraße entfernt und hat einen Durchmesser von etwa 90.000 Lichtjahren.

Im selben Himmelsareal befinden sich unter anderem die Galaxien IC 829 und IC 3831.
Das Objekt wurde am 8. Februar 1785 von Wilhelm Herschel mit einem 18,7–Zoll–Spiegelteleskop entdeckt, der sie dabei mit „vF, pS, resolvable“ beschrieb.